# Slobodan Tišma

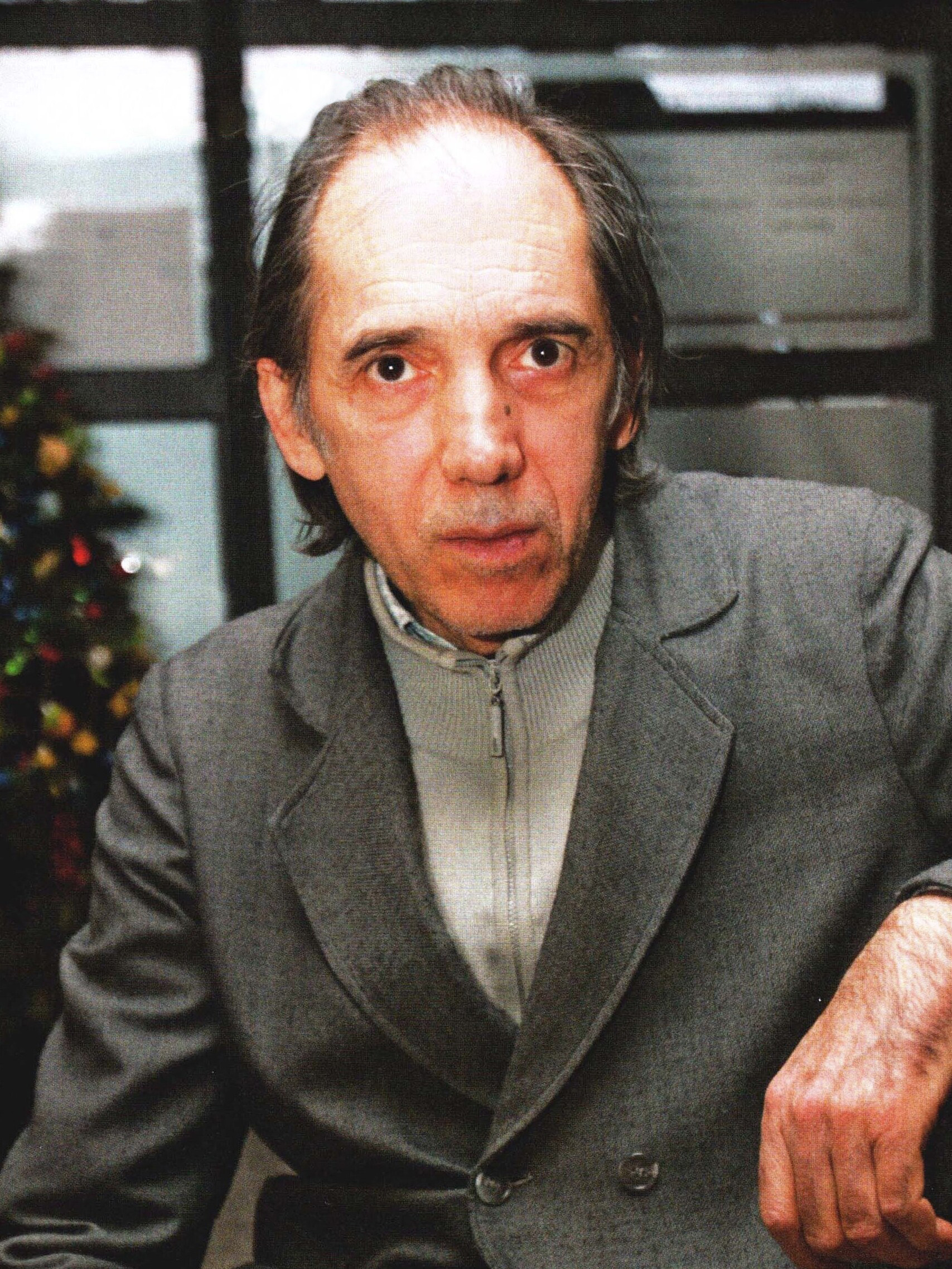
Slobodan Tisma (2012)

Slobodan Tišma (kyrillisch: Слободан Тишма; * 14. Mai 1946 in Stara Pazova) ist ein Schriftsteller und Rock-Musiker in Serbien.

## Leben
Slobodan Tišma gründete bereits Anfang der 1960er Jahre diverse Rockbands in seiner Heimatstadt Novi Sad. Anschließend zog er sich zurück und veröffentlichte Poesie, die unter starkem Einfluss von Arthur Rimbaud stand. Er benutzte auch das Pseudonym Arthur.
Mit dem Aufkommen des Punk und New Wave gründete er die Band La Strada, die anschließend in Luna überging.
Heute ist Tišma hauptsächlich als Schriftsteller tätig. Im Jahr 2009 hat er den Roman Quattro stagioni veröffentlicht, für den er 2010 den wichtigen serbischen Literaturpreis Biljana Jovanović bekommen hat.
Für den Roman Das Bernardi-Zimmer hat er 2011 den NIN-Literaturpreis für den besten Roman bekommen.